# 納塔爾麗竺鯛
納塔爾天竺鯛，為輻鰭魚綱鈎頭魚目天竺鯛科的其中一個種。

## 分布
本魚分布於西印度洋區，包括紅海、南非、葉門、阿曼等海域。

## 深度
水深6至7公尺。

## 特徵
本魚體延長而側扁，眼大，口大略下位。魚體呈紫紅色，體側具多條細縱紋，第一背鰭及腹鰭第一棘具白邊，尾鰭略凹，體長可達19公分。

## 生態
本魚棲息於岩礁區，白天躲藏洞穴中，夜間出來覓食，屬肉食性。繁殖期時，雄魚具有口孵習性，卵約7日化成仔魚，由雄魚吐出，具短暫的仔魚飄浮期。

## 經濟利用
不具任何經濟價值。